# Pietro Paolo Borrono
Œuvres principales
La Desperata, Tocha tocha la Canella, La Gombertina, El Mazolo
Pietro Paolo Borrono (surnommé Petro Paolo Borrono da Milano ou Petrus Paulus Mediolanensis,, soit Pierre Paul de Milan) est un compositeur et luthiste italien de la Renaissance de la première moitié du XVIe siècle.

## Biographie
On connaît très peu de choses à propos de la vie de ce luthiste.
Pietro Paolo Borrono est né  à Milan ou dans les environs, à la fin du XVe siècle ou au début du siècle suivant. Son origine milanaise est attestée par l'ajout fréquent à son nom de la mention « da Milano » ou « milanese », pas seulement en italien, mais également en allemand à Nuremberg (Petter Paul von Maylandt ou Mailandt) et en latin à Louvain (Petrus Paulus Mediolanensis).
Il eut une carrière de militaire, d'espion et de diplomate haute en couleur et semble avoir été un musicien amateur plutôt que professionnel,.
En se basant sur la mention qui est faite d'un Pierre Paul l'Italien sur les comptes du roi de France François Ier en 1531, Michel Brenet a émis l'hypothèse que Borrono séjourna en France, et travailla pour François Ier de 1531 à 1534. Mais Henry Prunières a montré que Brenet a négligé des documents qui montrent que le Pierre Paule en question était en fait un fonctionnaire lié à la construction des châteaux du roi : un séjour de Borrono en France ne peut donc pas être prouvé,.
Borrono travailla par ailleurs pour le gouverneur de Milan.

## Œuvres
Les œuvres de Borrono ont été publiées en trois recueils de 1536, 1546 et 1548. Le dernier de ces recueils était son livre de tablature : publié à Milan avec Casteliono et réimprimé à Venise la même année, il comportait également des pièces pour deux luths.
En tout, Borrono a laissé treize balli, six fantaisies et quelques tablatures de chansons polyphoniques françaises.
Certaines de ses œuvres, comme Tocha tocha la Canella et la pavane La Desperata, sont basées sur des chants ou des danses populaires mais d'autres, comme La Gombertina (hommage à Gombert) et El Mazolo, semblent être des compositions originales.

## Discographie
- Paul O'Dette : Dolcissima et Amorosa - Early Italian Renaissance Lute Music (label Harmonia Mundi, 1994)
- Ronn McFarlane : Between Two Hearts (label Dorian Sono Luminus)
- Franklin Lei : Early Italian Lute Music (label Marco Polo)
- Ronn McFarlane et Julianne Baird : The Italian Lute Song (label Dorian Sono Luminus)
- Lautten Compagney : Europäische Lautenmusik des 16. & 17. Jahrhunderts (label Capriccio)
- Shirley Rumsey : Music of the Italian Renaissance (label Naxos)
- James Tyler : Music Of The Renaissance Virtuosi
- Massimo Lonardi : Intavolature di liuto